# Westendstraße (métro de Munich)
Westendstraße (en allemand : U-Bahnhof Westendstraße) est une station de la section commune aux lignes U4 et U5 du métro de Munich. Elle est située sur la Zschokkestraße, dans le quartier Saint-Ulrich, secteur de Laim à Munich en Allemagne.

## Situation sur le réseau

Plan du métro (2020).

Établie en souterrain, Westendstraße est une station du tronc commun à la ligne U4 et la ligne U5 du métro de Munich. Terminus ouest de la ligne U4, elle est située entre la station Friedenheimer Straße en direction du terminus ouest de la ligne U5 Laimer Platz, et la station Heimeranplatz, en direction des terminus : Arabellapark (U4) et Neuperlach Süd (U5).
Elle dispose de deux quais latéraux qui encadrent les deux voies de la ligne du tronc commun U4 et U5.

## Histoire
La station Westendstraße, du métro de Munich, est mise en service le 10 mars 1984. Elle est constituée d'une rangée de colonnes disposées au milieu en soutien de la salle des quais. Les colonnes sont recouvertes de tuiles bleu clair et décorées de bords arrondis en acier inoxydable. Les murs derrière le rail sont recouverts de panneaux métalliques bleus. Les lames blanches au plafond du hall des quais traversent le sens de la marche afin d'éviter l'éblouissement des deux bandes lumineuses. La station de métro Westendstraße est nommée d'après la rue du même nom, qui menait autrefois aux limites ouest de la ville de Munich. Aujourd'hui, la frontière entre les secteurs de Sendling-Westpark et Laim se trouve ici.
Jusqu'à l'ouverture de la station de métro Laimer Platz et l'extension associée de la voie principale 3 vers l'ouest en 1988, elle fut un terminus de la ligne 5. Depuis 1999, elle est un terminus de la ligne 4 à certaines heures de la journée ; aux heures de pointe et généralement pendant les vacances, la ligne 4 se termine à Theresienwiese et le soir à Odeonsplatz.

## Service des voyageurs

### Accueil
L'extrémité ouest de la plate-forme a deux sorties à la surface qui ouvrent les deux côtés de la Zschokkestraße. Les sorties à l'extrémité est de la plate-forme mènent aux quatre côtés de l'intersection Zschokkestraße/Westendstraße avec des escalators et des escaliers fixes. Il y a aussi un étage de distribution et un ascenseur.

### Desserte
Westendstraße est desservie par toutes les rames de la ligne U5 et, en heures creuses, s'intercalent les rames de la ligne U4 dont elle est le terminus ouest.

### Intermodalité
À proximité une station du Tramway est desservie par la ligne 18 et des arrêts de bus sont desservis par les lignes U5, 130 et 157.